# Richelsdorf

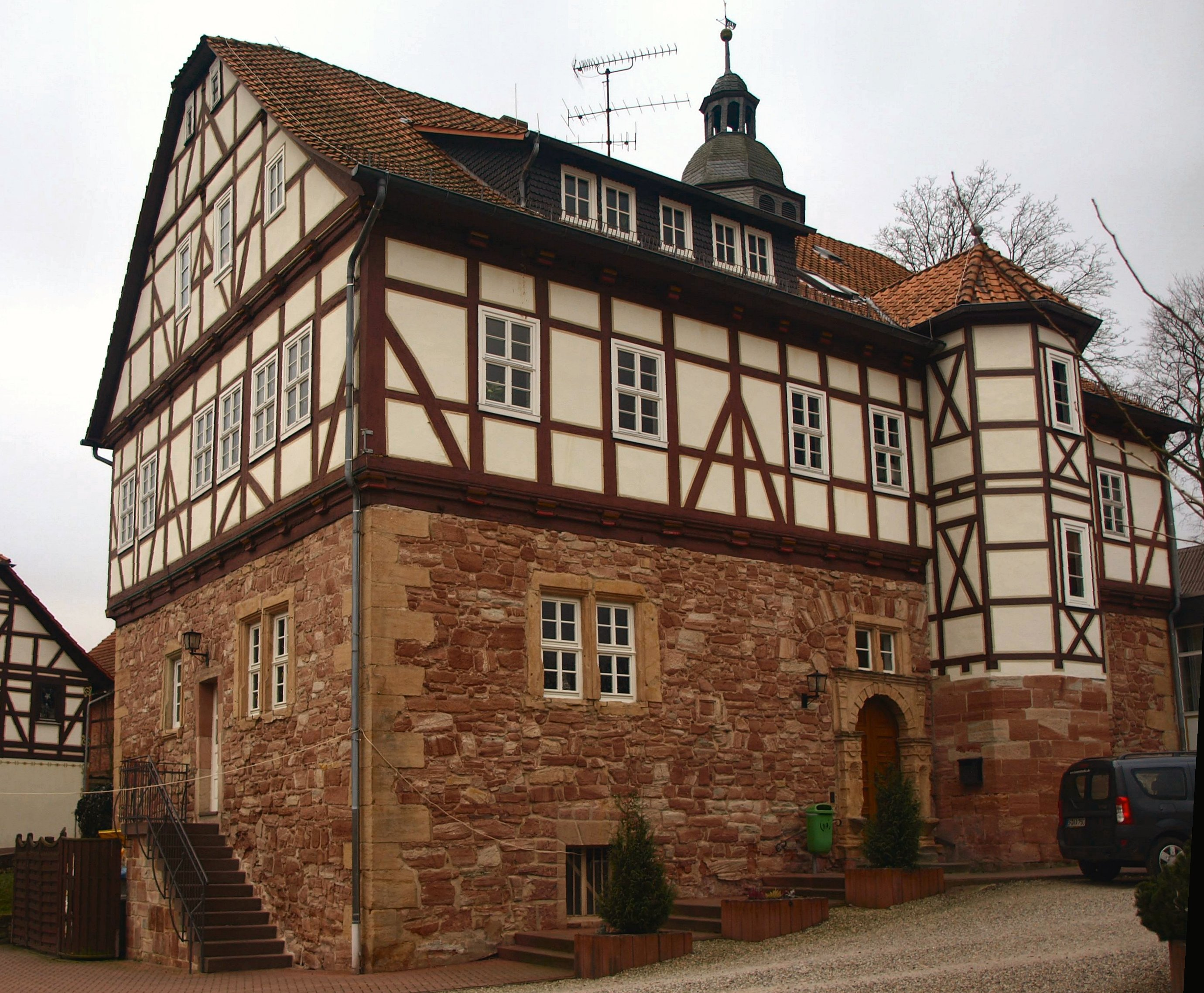
Das ehemalige Herrenhaus der Familie von Cornberg

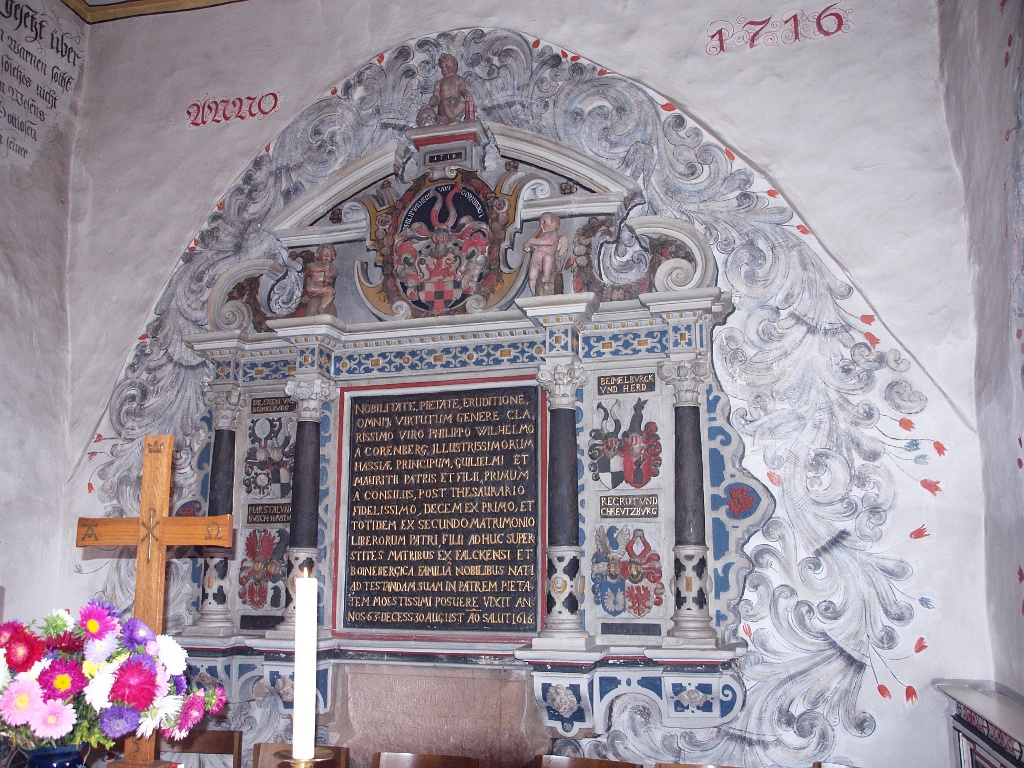
Epitaph in der Richelsdorfer Kirche

Richelsdorf ist ein Ortsteil der Gemeinde Wildeck im Landkreis Hersfeld-Rotenburg im Nordosten von Hessen.

## Geographische Lage
Richelsdorf liegt im Richelsdorfer Gebirge zwischen Süß im Westnordwesten und Untersuhl (Gemeinde Gerstungen, Wartburgkreis, Thüringen) im Ostsüdosten. Es wird von der Weihe durchflossen.

## Geschichte
Richelsdorf war Besitz der Abtei Fulda, die dort um 1278 den aus Thüringen stammenden Heinrich von Kolmatsch als Vogt einsetzte und mit einem Teil des Dorfs belehnte. Am 10. Juli 1431 wurden Burkhart und sein Bruder Cord (Conrad) von Kolmatsch von Abt Johann I. von Fulda mit dem ganzen Dorf Richelsdorf mit allem Zubehör, einschließlich hoher und niederer Gerichtsbarkeit, belehnt. Die Herren von Kolmatsch blieben bis zu ihrem Aussterben mit Georg von Kolmatsch im Jahre 1562 Grund-, Gerichts- und Kirchenherren von Richelsdorf, zuletzt als Lehnsmannen der hessischen Landgrafen, die 1539 die Lehnsherrschaft über Richelsdorf von der Abtei Fulda übernommen hatten. Nach dem Erlöschen der Herren von Kolmatsch fiel das Dorf als erledigtes Lehen an die Landgrafen zurück.
Im Jahre 1598 erhielt Philipp Wilhelm von Cornberg, vor-ehelicher Sohn des Landgrafen Wilhelm IV. von Hessen-Kassel, von seinem Halbbruder, Landgraf Moritz von Hessen-Kassel, Richelsdorf als rechtes Mannlehen, mit der hohen und niederen Gerichtsbarkeit und dem Kirchenpatronat. Gleichzeitig erhielt er Obergude, Niedergude und Landefeld. Weitere Besitzungen, Güter und Zinsgefälle erwarb er im Laufe seines Lebens im Rotenburger Land, im Raum Fritzlar und in Kassel. Zur Verwaltung seiner weit verstreuten Besitzungen hielt er sich abwechselnd auf der Auburg und in Richelsdorf auf. In Richelsdorf baute er sich in den Jahren 1598 bis 1600, direkt neben der Patronatskirche, ein Herrenhaus. Philipp Wilhelm starb dort am 30. August 1616 und wurde in der Richelsdorfer Patronatskirche beigesetzt. Landgraf Moritz ließ ihm ein großes Epitaph hinter dem Grabgewölbe im Chorraum der Kirche errichten.
Im Zuge der Gebietsreform in Hessen entstand am 31. Dezember 1971 die neue Gemeinde Wildeck durch den Zusammenschluss der bisher selbständigen Gemeinden Bosserode, Hönebach, Obersuhl, Raßdorf und Richelsdorf. Für alle ehemals eigenständigen Gemeinden wurde je ein Ortsbezirk mit Ortsbeirat und Ortsvorsteher nach der Hessischen Gemeindeordnung gebildet. Sie bestehen aus den Gebieten der ehemaligen Gemeinden.

## Politik
Der Ortsbeirat besteht aus sieben Mitgliedern. Nach den Kommunalwahlen in Hessen 2021 gehören ihm fünf Mitgliedern der SPD und zwei Mitglieder der CDU an. Ortsvorsteher ist Wilfried Wetterau (SPD).

## Bergbau
Im Richelsdorfer Gebirge fand vom Mittelalter bis in das 20. Jahrhundert Bergbau auf Kupferschiefer, Cobalt, Nickel und Schwerspat statt. Dabei fand man 1983 in der Grube Wilhelm bei Nentershausen auch das nach dem Sitz des früher zuständigen Bergamts Richelsdorf benannte Mineral Richelsdorfit.

## Kultur und Sehenswürdigkeiten

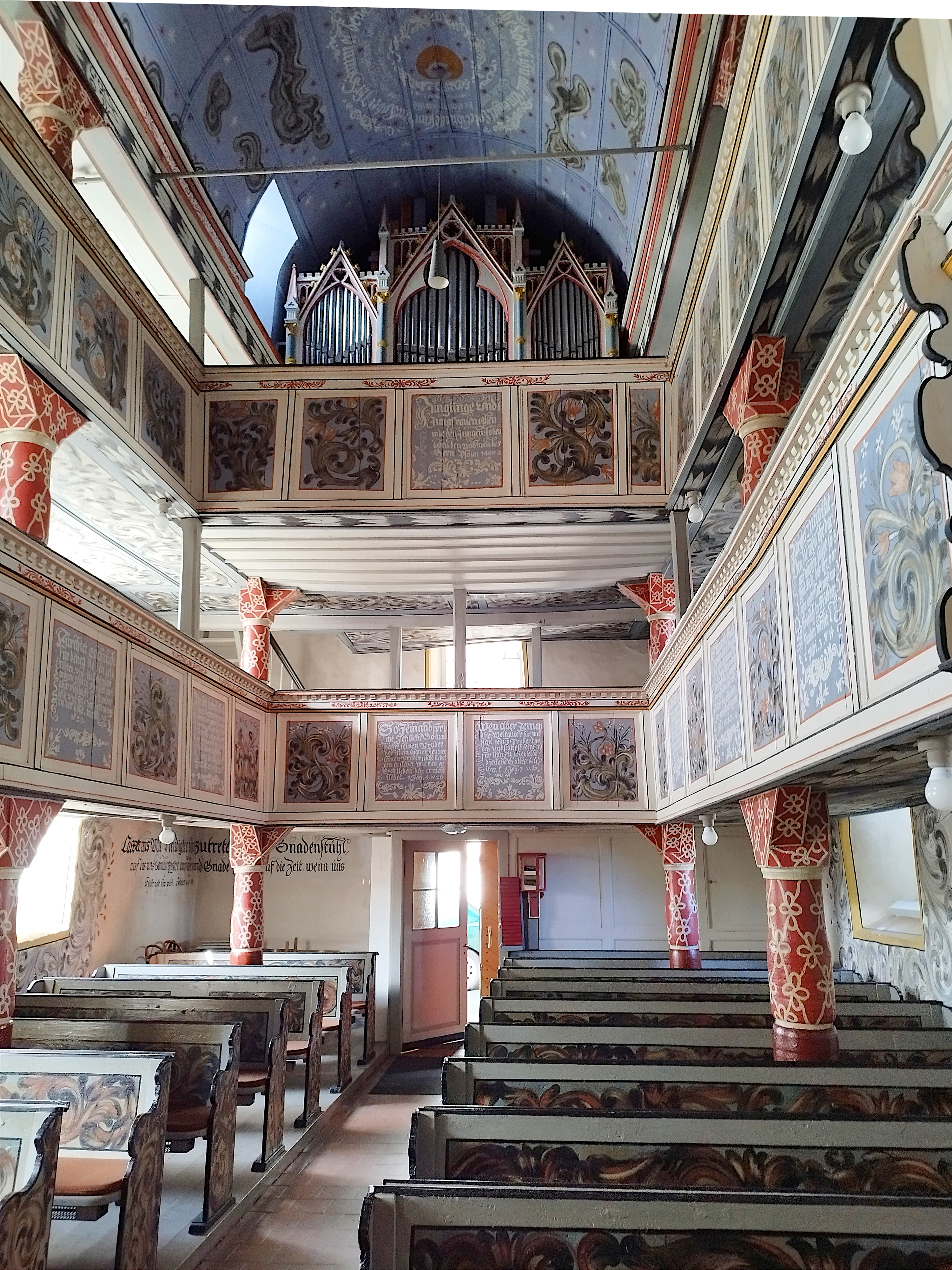
Innenansicht der Patronatskirche

### Bauwerke und Plätze
Für die unter Denkmalschutz stehenden Kulturdenkmale des Ortes siehe die Liste der Kulturdenkmäler in Richelsdorf.
- Die frühere Patronatskirche der Ortsherren, heute die evangelische Kirche von Richelsdorf, ist eine im Kern gotische Dorfkirche. Sie wurde von 1705 bis 1716 in barockem Stil umgebaut. Die Kirche mit zwei Emporen zeichnet sich durch die malerische Ausgestaltung im Stil des Bauernbarocks aus. Blickfang im Rechteckchor ist das Epitaph für Philipp Wilhelm von Cornberg. Die Wände und die Emporen sind mit biblischen Sprüchen verziert. Das Tonnengewölbe über dem Kirchenschiff ist mit mehreren Engeln und dem Gottesnamen („JHWH“: „Ich bin der 'Ich bin für euch da'“) verziert.
- Das Herrenhaus Richelsdorf der Familie von Cornberg, welche in früheren Zeiten die Ortsherrschaft ausübte. Vom ehemaligen Herrenhaus, das unmittelbar neben der Kirche errichtet wurde, führte ein eigener Zugang direkt in die Patronatsloge der Kirche.
- Der „Gerichtsplatz Richelsdorf“[9] mit historischer Gerichtslinde liegt im Ortskern, etwas unterhalb des ehemaligen Herrenhauses und der Kirche.
- Die katholische Kirche steht am Ortsausgang in Richtung Ulfen. Mit dem Ende des Zweiten Weltkrieges kamen viele überwiegend katholische Flüchtlinge nach Richelsdorf. Bis zum Jahre 1956 diente ihnen das alte Forsthaus (Villa) als Gotteshaus. Im Jahre 1957 wurde die heutige katholische Kirche in verhältnismäßig kurzer Zeit erbaut, finanziert durch Spenden und Eigenleistungen der Gläubigen. Auch die amerikanische Armee half bei dem Bau der Kirche. So konnte die Kirche bereits am 1. Mai 1957 durch den Fuldaer Weihbischof Adolf Bolte eingeweiht werden. Der Schutzpatron der Kirche ist Josef von Nazaret.

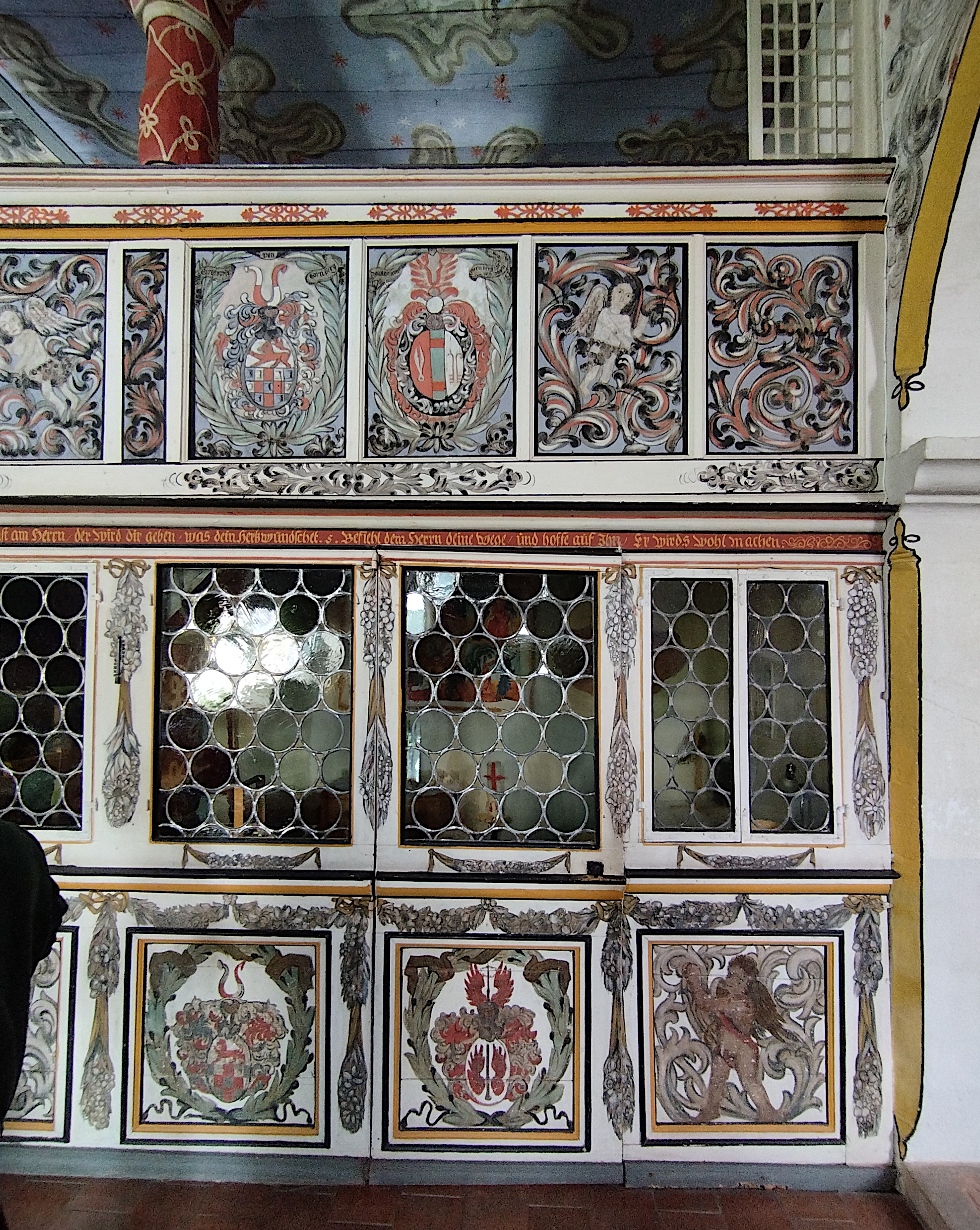
Richelsdorf besitzt mit seiner Patronatskirche eine der schönsten Dorfkirchen Osthessens

### Regelmäßige Veranstaltungen
Beide Kirchen sind nicht nur Sehenswürdigkeiten, sondern auch Versammlungs- und Gottesdienstorte, und etwa jedes Jahr zur Kirmes findet ein ökumenischer Gottesdienst abwechselnd in der evangelischen und in der katholischen Kirche statt.
Einmal im Jahr findet ein internationales Reit- und Springturnier in Richelsdorf statt.

## Wirtschaft und Infrastruktur

### Verkehr
In Richelsdorf treffen sich die Landesstraßen 3250 und 3248. Über diese erreicht man südlich die Bundesautobahn 4 an den Anschlussstellen Gerstungen bzw. Obersuhl und in nördlicher Richtung die B 400.

### Gesundheitswesen
In Richelsdorf steht die AHG-Klinik, eine Fachklinik zur Behandlung von Alkohol- und Medikamentenabhängigen.

## Persönlichkeiten
- Johann Fulda (1804–1880), Oberbergrat und Direktor der Oberberg- und Salzwerksdirektion Kassel